# Giuseppe Selmi
Giuseppe Selmi (Modena, 15 aprile 1912 – Roma, 6 febbraio 1987) è stato un violoncellista e compositore italiano.

## Biografia
Iniziò gli studi musicali presso l’Istituto Orazio Vecchi di Modena, che poi perfezionò all'Accademia Nazionale di Santa Cecilia con Enrico Mainardi e in seguito con Pablo Casals. Divenne titolare della cattedra di perfezionamento dell'Accademia Nazionale di Santa Cecilia.
Durante la Seconda guerra mondiale fu internato militare nello stesso campo di Guareschi. Nel corso della prigionia scrisse il Concerto spirituale.
Fu in seguito primo violoncello nell'Orchestra Sinfonica della RAI di Roma, concertista in tutta Europa, trascrittore, revisore.
Ha composto anche lavori didattici, di musica da camera e di musica sacra.
Gran parte delle prime edizioni delle sue composizioni (circa 23 pezzi) sono stati donati (nel 1994) dagli eredi all'Istituto Mascagni di Livorno.
Nel 1971 Selmi fece parte dell'ensemble di musicisti radunati per incidere l'album Non al denaro, non all'amore né al cielo di Fabrizio De André.

## Allievi (selezione)
Anita Lasker, Mike Shirvani,Frans Helmerson, Aldo D'Amico, Antonio Mosca, Marco Scano, Franco Zecchino.

## Opere a stampa: composizioni, trascrizioni e revisioni
- 10 grandi studi tecnico-artistici per violoncello, Carisch, Milano 1949
- Concerto spirituale in re maggiore per violoncello e pianoforte (o violoncello e organo), Proprietà dell'autore, Roma 1952
- Adagio per violoncello e archi dal concerto spirituale per violoncello e orchestra, Proprietà dell'autore, Roma 1952
- Foglio d'album (Piccola serenata) per violoncello e pianoforte, Proprietà dell'autore, Roma 1982
- 2 Capricci per 2 violoncelli (a duetto): 1 nello stile barocco. 2 Moto perpetuo, Proprietà dell'autore, Roma 1981
- Piccola suite in fa per un giorno di festa. Violoncello e piano (o arpa), Proprietà dell'autore, Roma s.d.
- Alcuni importanti "a soli" per violoncello tratti da opere liriche e sinfoniche italiane, a cura di Giuseppe Selmi, Eme-Par, Roma s.d.
- Burlesca per violoncello e pianoforte. Versione facilitata, Proprietà dell'autore, Roma s.d.
- Serenata al Gradaz per violoncello e pianoforte, Proprietà dell'autore, Roma s.d.
- Variazioni in miniatura sulla scala di do per violino (violoncello) e pianoforte, Proprietà dell'autore, Roma s.d.
- Il libro della tecnica giornaliera. 10 prospetti di studio in vario ordine di difficoltà per violoncello, Proprietà dell'autore, Roma 1981 (La Musicografia Lombarda)
- Brevi esercizi giornalieri per violoncello. II parte, Proprietà dell'autore, Roma 1975
- Studio-Leggenda (La città del sogno dai campanili dorati) per violoncello e pianoforte, Carish, Milano 1983
- 12 Studi caratteristici per violoncello, Proprietà dell'autore, Roma 1976 (La Musicografia Lombarda)
- Compendio di studio per l'esame del V anno di violoncello. Raccolta di esercizi supplementari per il Duport, preparazione scale a 4 ottave, terze, seste, ottave, decime, Proprietà dell'autore, Roma 1976 (La Musicografia Lombarda)
- Preghiera per violoncello e pianoforte (o arpa), Carish, Milano 1961
- Burlesca per violoncello e pianoforte (o arpa), Carish, Milano 1961
- Tamburino. Violoncello e pianoforte (od arpa), Proprietà dell'Autore, Roma s.d.
- 2 tempi di danza per violoncello e pianoforte: 1 nel ritmo del tango, 2 nel ritmo del bolero, Proprietà dell'Autore, Roma s.d.
- Preludio e allegro. Violoncello e piano (od arpa), Proprietà dell'autore, Roma s.d.
- Leggenda (La città del sogno sommersa) per violoncello e arpa, Proprietà dell'autore, Roma s.d.
- Aria fiamminga e toccata per violoncello e pianoforte, Proprietà dell'autore, Roma s.d.
- Canto di gioia. Allegro per violoncello e pianoforte, Proprietà dell'autore, Roma s.d.
- Allegro vivace (La trottola) per violoncello e arpa (o pianoforte), Proprietà dell'autore, Roma s.d.
- Suite italiana per violoncello e pianoforte, Proprietà dell'autore, Roma s.d.
- Nottuno n.2 in mi bemolle maggiore per violoncello e pianoforte, Proprietà dell'autore, Roma s.d.
- Toccata breve per violoncello e pianoforte, Proprietà dell'autore, Roma s.d.
- Suite delle immagini per violoncello e pianoforte, Proprietà dell'autore, Roma 1974
- Triste canto (dolore e rassegnazione) per violoncello e pianoforte, Proprietà dell'autore, Roma s.d.
- Racconto meditativo per violoncello e pianoforte (o arpa), Proprietà dell'autore, Roma 1969
- Marcetta dei soldatini. Divertimento per due violoncelli, Proprietà dell'autore, Roma s.d.
- Toccata rapsodica per arpa, Proprietà dell'autore, Roma 19..
- Improvviso su movimento di danza per arpa, Proprietà dell'autore, Roma s.d.
- Impromptu (sur le rythme et le chant du Coucou) pour Harpe, Proprietà dell'autore, Roma 1974
- Improvviso sul ritmo e sul canto del cuccù per arpa, Proprietà dell'autore, Roma 1974?
- Introduzione e Allegro per arpa, Proprietà dell'Autore, Roma 1970
- 2 Improvvisazioni brevi per arpa, Proprietà dell'Autore, Roma 19..
- Brevi esercizi giornalieri per violoncello, Ricordi, Milano 1959
- Cadenza per il Concerto di Schumann op. 129. Violoncello solo, Carisch, Milano 1959
- Due Canzoni Elegiache per violoncello e pianoforte, Proprietà dell'autore, Roma 1950?
- Leggenda del lago per violoncello e pianoforte, Proprietà dell'Autore, Roma 1981?
- Quaderno d'impianto per iniziare lo studio del violoncello, Proprietà dell'autore, Roma 1981
- S. Francesco. Mattutino al convento (Assisi) per violoncello e pianoforte, Proprietà dell'autore, Roma 1950?
- Concerto in sol maggiore per violoncello e archi / Carl Stamitz. Revisione e cadenza di Giuseppe Selmi, Proprietà del revisore, Roma 19..
- Concerto in mi minore per gruppo di violoncelli a 3 parti distinte da raddoppiarsi, Proprietà dell'autore, Roma 19..
- Studio su Bach. 6 movimenti nello stile di Bach in La b maggiore per violoncello solo, Proprietà dell'autore, Roma 1976
- Trittico in Mi minore per violoncello e pianoforte, Proprietà dell'autore, Roma 19..
- Studio delle posizioni nel violoncello, 19..
- Adagio per violoncello e archi, A. Caricchia, Roma 198?
- Variazioni in miniatura sulla scala di do per violoncello e pianoforte, Carisch, Milano 1972
- Fantasia rapsodica per violoncello e pianoforte, Carisch, Milano 1972
- 3 canti elegiaci per violoncello e pianoforte: Elegia funebre, Canto etereo, Recitativo elegiaco, Proprietà dell'autore, Roma 19..
- Concerto in Mi minore per un gruppo di violoncelli a 3 parti distinte da raddoppiarsi, Proprietà dell'autore, Roma 1985
- Trittico in mi minore per trio: flauto, violoncello, pianoforte, Proprietà dell'autore, Roma 1980
- Don Chisciotte op. 35 per violoncello e pianoforte in forma di suite / Richard Strauss, realizzazione ed annotazioni di Giuseppe Selmi, EME - PAR, Roma 19..
- Il Trovadorico per viola da gamba sola, Proprietà dell'autore, Roma 1977 (comprende: Improvvisazione rapsodica; Toccata breve in stile antico)
- Toccata in re minore (per organo) / G. Frescobaldi. Trascrizione per violoncello e pianoforte di Giuseppe Selmi, Curci, Milano 1972
- Sei suites per violoncello / Bach. Revisione tecnica e interpretativa di Giuseppe Selmi, Carish, Milano 1968
- Studio su Dvorak. Preparazione al concerto per violoncello, Edi - Pan, Roma s.d.
- Cadenza per il Concerto in re magg. op. 101 di J. Haydn, Carish, Milano 1968
- Cadenza per il Concerto op. 129 di Schumann, Carish, Milano 1959
- Toccata VII in re minore (per organo) / G. Frescobaldi. Trascrizione per violoncello e pianoforte di Giuseppe Selmi, Edizioni Curci, Milano 1972
- Adagio e allegro per violoncello e pianoforte / B. Marcello. Revisione di G. Selmi, s.l. : s.n., s.d.
- Largo e allegro per violoncello e pianoforte / B. Marcello. Revisione delle parti di violoncello e pianoforte di Giuseppe Selmi, EME-PAR, Roma 19..
- Concerto in sol maggiore per violoncello e archi / L. Boccherini. Revisione e cadenza di Giuseppe Selmi, Proprietà del revisore, Roma s.d.
- Studio su Boccherini. Preparazione al concerto si bemolle e cadenze, Proprietà dell'autore, Roma s.d.
- Larghetto e allegretto gioioso / G. F. Händel. Trascrizione per violoncello e pianoforte di Giuseppe Selmi, Edizioni Curci, Milano 1972

## Discografia
- Disco ricordo del S. Natale. A ricordo dei Natali in reticolato 1943 e 1944. Musiche di Giuseppe Selmi, Giuseppe Selmi, violoncello; Mario Caporaloni, pianoforte; Orchestra Tartini diretta dal M°. N. Serdoz; con la collaborazione dell'arpista Maria Selmi Dongellini, Recordphone, 197?